# (72540) 2001 DE104
(72540) 2001 DE104 – planetoida z pasa głównego asteroid okrążająca Słońce w ciągu 5,51 lat w średniej odległości 3,12 j.a. Odkryta 16 lutego 2001 roku.